# Chlorion hirtum
Chlorion hirtum ist eine Art der Grabwespen (Spheciformes) aus der Familie Sphecidae. Das Verbreitungsgebiet dieser großen und auffällig gefärbten Wespe umfasst Nordafrika und die Arabische Halbinsel. Über die Biologie der Art ist bisher nichts bekannt.

## Merkmale

### Größe
Chlorion hirtum gehört zu den großen Arten der Gattung, Männchen aus Ägypten hatten eine Körperlänge von 21–33 mm, Weibchen von (26) 30–38 mm.

### Färbung
Die Flügel sind gelb, die Vorderflügel zeigen einen insbesondere bei Weibchen sehr deutlich ausgeprägten dunkelbraunen Spitzenbereich. Die Hinterflügel weisen einen weniger kräftigen dunklen Spitzenbereich auf, der gelegentlich auch nur sehr undeutlich ausgeprägt ist. Kopf, Thorax und Hinterleib (Gaster) sind schwarz. Der Kopf und der Pronotumring zeigen gelegentlich rostrote Bereiche. Die Gaster zeigt bei Männchen manchmal einen leichten Metallglanz, beim Weibchen fehlt dieser immer. Die Mandibeln sind schwärzlich rostrot. Die Fühler sind einfarbig rostgelb oder nur an der Basis so gefärbt und dann oberseits dunkler mit schwarzen Spitzengliedern. Die Beine sind schwarz, die Tibien und Tarsen jedoch mehr oder weniger stark dunkel rostrot, insbesondere die der Vorderbeine. Männchen von der Sinai-Halbinsel zeigen ab den Femurenden leuchtend rostrote Vorderbeine. Weibchen sind insgesamt dunkler als Männchen mit viel dunkleren oder fehlenden rostroten Anteilen. Die Behaarung von Kopf, Thorax, Petiolus und Coxae ist schwarz.

### Morphologie
Die Behaarung ist stärker als bei anderen Arten der Gattung, insbesondere die der Männchen. Bei Männchen weist die Vorderkante der Stirnplatte (Clypeus) drei Zähnchen auf. Fühlerglied 3 ist deutlich kürzer als Glied 4. Das Pronotum ist quergestreift. Das erste Sternit ist lang behaart, Sternit 2 und die weiteren Sternite weisen nur einzelne Haare auf.
Bei Weibchen ist die Vorderkante des Clypeus nur recht undeutlich gesägt, dessen gesamte Oberfläche ist sehr fein punktartig skulpturiert mit einzelnen weit auseinanderliegenden größeren und behaarten Punktgruben. Fühlerglied 3 ist fast so lang wie der Augenabstand. Der Thorax zeigt auf dem gesamten Mesonotum eine dichte Mikroskulpturierung mit feiner schwarzer Behaarung, die bei älteren Exemplaren häufig abgenutzt ist. Die Punktierung der Mesopleuren ist dicht, aber recht flach.
Pulawski erkennt keine Unterarten an.

## Verbreitung
Das Verbreitungsgebiet der Art umfasst Nordafrika und die Arabische Halbinsel. Die Art ist in Afrika bisher in Nordostafrika in Äthiopien und Ägypten sowie weitab vom übrigen Areal in Algerien nachgewiesen worden, außerdem in Israel, Jordanien, an der Küste des Roten Meeres in Saudi-Arabien, in Oman sowie in den Vereinigten Arabischen Emiraten bzw. am Persischen Golf.

## Lebensweise
Wie bei den meisten Arten der Gattung Chlorion ist auch über die Lebensweise von Chlorion hirtum bisher nichts bekannt. Die vier bisher näher untersuchten Chlorion-Arten nutzen als Larvennahrung Grillen oder Schaben.